# Krótkowarg wiewiórczy
Krótkowarg wiewiórczy (Chilobrachys nitelinus) – gatunek pająka z infrarzędu ptaszników i rodziny ptasznikowatych. Występuje endemicznie na Sri Lance. Aktywny nocą. Nie znajduje się na liście CITES. 

## Taksonomia
Gatunek ten opisany został po raz pierwszy w 1892 roku przez Ferdinanda Karscha na łamach „Berliner Entomologische Zeitschrift”. W momencie opisu był jedynym przedstawicielem rodzaju Chilobrachys i stąd stanowi jego gatunek typowy. Jako miejsce typowe wskazany został Cejlon, bez ustalenia dokładniejszej lokalizacji. Oryginalnego opisu dokonano na podstawie pięciu samic, natomiast samca opisał jako pierwszy Reginald Innes Pocock w 1900 roku.

## Morfologia
Samice osiągają od 21 do 31 mm długości ciała, a u jednego ze zmierzonych dorosłych samców parametr ten wynosi 26 mm. Ubarwienie oskórka jest intensywnie brązowe, owłosienie zaś żółtawobrązowe. Karapaks u samca jest nieco krótszy niż rzepka i goleń odnóża drugiej pary razem wzięte, u samicy natomiast jest tak długi jak one i nie odbiega również długością od mierzonych razem rzepki i goleni odnóży pary pierwszej. Część głowowa karapaksu u samicy jest tak szeroka jak nadstopie odnóży ostatniej pary. Jamka karapaksu jest ku tyłowi półksiężycowato wygięta. Szczękoczułki mają na powierzchniach zewnętrzych pypciowate, kolcopodobne szczecinki rozmieszczone nieregularnie, nieformujące wyraźnych szeregów. Szczeciny okalające szczęki mają jaskrawoczerwoną kolorystykę. Barwa wierzchu i spodu nogogłaszczków i odnóży jest jednakowa. U samicy odnóża pary pierwszej nie są dłuższe od tych pary ostatniej. Nogogłaszczki samca są dwukrotnie dłuższe od karapaksu; mają narząd głaszczkowy o zakrzywionym kolcu oraz bulbus pozbawiony guzka.